# 斯潘尼什弗拉特 (加利福尼亞州埃爾多拉多縣)
斯潘尼什弗拉特（英語：Spanish Flat）是位於美國加利福尼亞州埃爾多拉多縣的一個非建制地區。該地的面積和人口皆未知。

## 地理
斯潘尼什弗拉特的座標為38°49′24″N 120°48′34″W / 38.82333°N 120.80944°W，而該地的平均海拔高度為741米（即2431英尺）。